# Bacúšské sedlo
Bacúšské sedlo (1319 m n. m.), též Jánovo sedlo, je horské sedlo v kráľovohoľské části Nízkých Tater, nalézající se na Slovensku, jihovýchodně od obce Vyšná Boca. Z obce Bacúch na něj vede turistická trasa.
Je to výrazná sníženina v hlavním hřebeni pohoří, mezi vrcholy Končisté (1474 m n. m.) a Jánov grúň (1393 m n. m.). Na sever z něj vede do Vyšné Boce údolí Podvrch, na jih pak Adamova dolina. Je to jedno z významných přechodových míst přes hlavní hřeben Nízkých Tater. Vede jím nejdelší turistická trasa na Slovensku Cesta hrdinů Slovenského národního povstání a prochází jím hranice Žilinského a Banskobystrického kraje.

## Turistické trasy
Sedlo je křižovatkou turistických stezek a je dostupné:
- po  červené značce z Čertovice nebo Jánova grúně[3]
- po  modré značce z Vyšné Boce nebo Bacúcha[7][8]
- naučná stezka „Náučný chodník Bacúch – Boca“ z Bacúcha do Vyšné Boce[9]